# Vall de la Vansa
|  | Aquest article tracta sobre una vall de l'Alt Urgell. Vegeu-ne altres significats a «Baronia de la Vansa». |

La vall de la Vansa (Lavansa i antigament, segle ix, Labancia) és una vall dels Pirineus, drenada pel riu del mateix nom, situada a la comarca de l'Alt Urgell. És com una mena d'estreta falca que intenta obrir-se camí en direcció d'est a oest; limita al nord amb la serra del Cadí, al sud amb les serres del Verd i del port del Comte (Solsonès). Aquest marc geogràfic ha emmarcat una vall amb unes característiques ben singulars. Constitueix una contrada definida per l'aïllament que li produeixen els altius colls que la separen de la resta del país.